# Hudson (Iowa)
Hudson – miasto w Stanach Zjednoczonych, w stanie Iowa, w hrabstwie Black Hawk. W 2000 roku liczyło 2242 mieszkańców.